# Пантократор (монастырь)
Пантократор (греч. Μονή Παντοκράτορος) — один из православных монастырей на горе Афон. Седьмой в диптихе афонских монастырей. Игумен — Священно Архимандрит Гавриил (с 2001 г.)
Пантократор находится на северо-востоке полуострова Афон, неподалёку от развалин древнего города. Расположен на утёсистом холме, на высоте 50 м.

## Население
- В начале XX века братия монастыря составляла 200 человек.
- На 2023 г количество монахов составляет — 20 монастырских, 42 келиотов[2].

## Постройки
Пантократор представляет собой четырёхугольную крепость с бойницами и разделяется внутри на два двора. На первом: гостиные кельи, разные мастерские и высокая башня с придельной церковью при ризнице; на втором — главный храм (кафоликон) Преображения, колокольня и трапезная. Кроме главного собора в Пантократоре имеются часовни (параклис) Успения Пресвятой Богородицы, трех Святителей, собора Архангелов, Вознесения Господня, св. Предтечи Иоанна, свт. Николая, св. вмч. Георгия Победоносца, св. вмч. целителя Пантелеймона. В библиотеке Пантократора содержатся около 350 манускриптов и 3500 печатных книг.

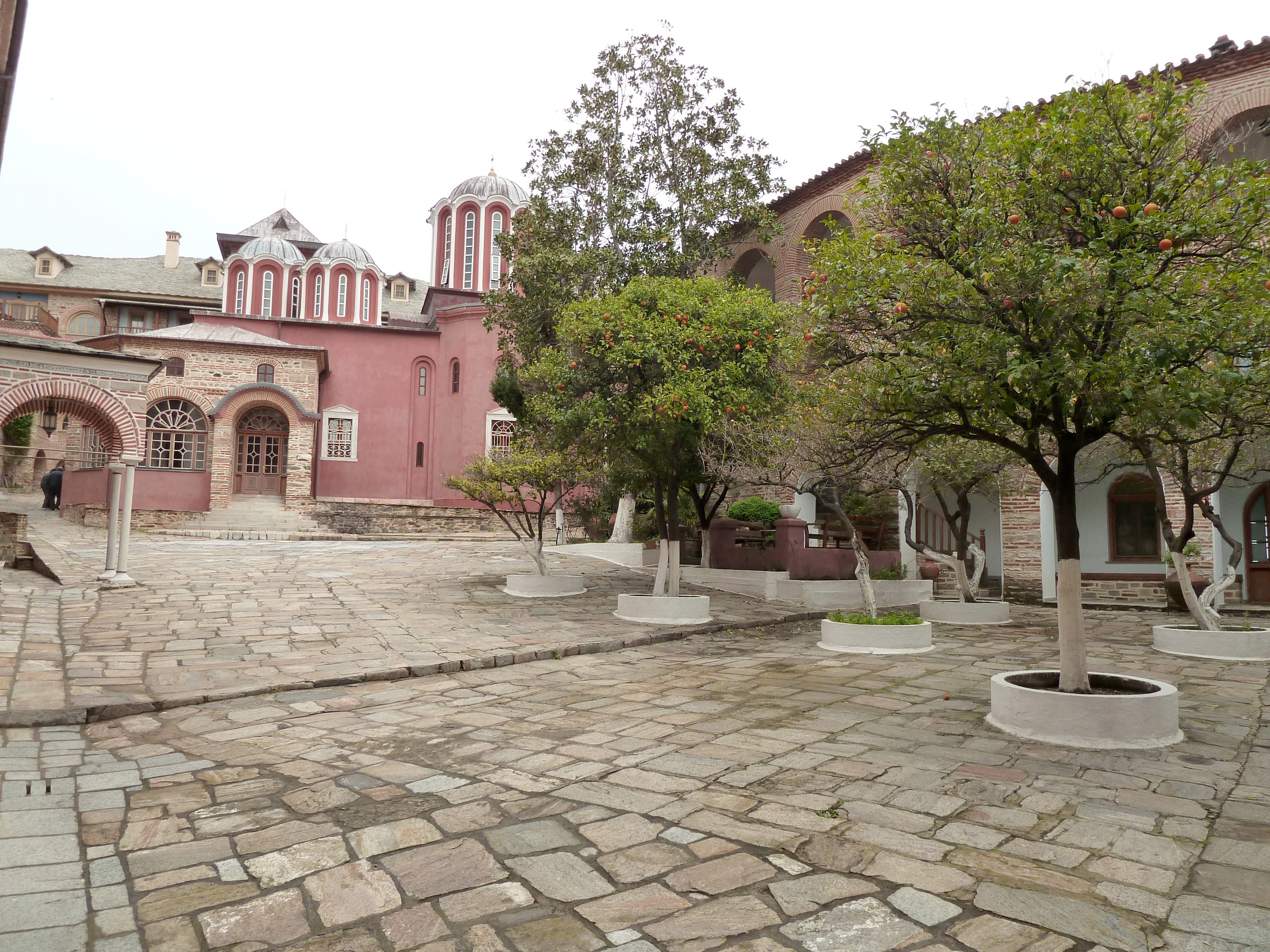
Внутренний двор монастыря

При монастыре расположен Ильинский скит, где подвизался Паисий Величковский.

## История
Монастырь был основан двумя греческими аристократами, окончившими здесь жизнь в иночестве: стратопедарх Алексий и брат его Иоанн, саном примикирий. Однако существует легенда, что монастырь основал император Алексий Комнин. Впервые о монастыре упоминается в 1358 году. В 1362 году монастырь был перестроен при участии патриарха Константинопольского Каллиста I. Потом здесь жил патриарх Каллист II Ксанфопул, а также фессалоникийские архиепископы Феона и Симеон. В 1773 году монастырь пострадал от сильного пожара и был восстановлен на средства жертвователей. Сильный пожар вновь нанес серьёзный ущерб в 1948 году, уничтожив часть северо-восточных построек.
Монастырю Пантократор принадлежит Келия Святых Архангелов - Фалакрос, в январе 2023 года собранием старцев монастыря официально переданая в богослужебное пользование монахам из Православной Церкви Украины (ПЦУ) .

## Реликвии
- икона Богородицы Геронтисса (покровительница монастыря) — одна из наиболее почитаемых чудотворных афонских икон.
- икона великомученика Георгия Победоносца —  называемая также иконой "Георгия Явленного", после чудесного явления святого в монастыре.
- иконы XIV века (иконостас собора, вероятно, самый древний на Афоне)
- мощи великомученика Феодора Стратилата
- мощи бессребреников Космы и Дамиана
- частица Животворящего Креста
- мощи равноапостольных Константина и Елены
- часть хитона Господня и часть с Гроба Господня
- часть щита великомученика Меркурия
- мощи святого апостола Андрея Первозваного
- мощи Иоанна Златоуста
- мощи преподобного Феофила Мироточивого (Пандократорского).
- честные Главы, а также частицы Глав святых: Иоаникия подвижника на Вифинийских Горах, Иоанна Милостиваго.
- частицы Мощей святых: Трифона, Фотинии Самаритянки, Иуллиты и Кирика, Анастасии Узорешительницы, Ермолая, Параскевы, Пантелеимона, Евстафия, Никифора, Модеста, первомученика и Архидиакона Стефана, Афанасия Патриарха Константинопольского[2].